# 宮崎羽衣のうぃ・らぶ・いっと!
宮崎羽衣のうぃ・らぶ・いっと!（みやざきういのうぃ・らぶ・いっと）は、アニメイトモバイルシリーズ 声優アニメイト+hm3 おしゃべり放送局で配信されたミニラジオ番組である。

## 概要
- 配信：2005年12月 - 2008年10月（毎週水曜日）
- パーソナリティー： 宮崎羽衣
- 配信サイト：声優アニメイト+hm3 おしゃべり放送局（月額315円）

## 番組コーナー

### 番組構成
- 配信時間は5分～8分
- FOMAユーザーのみiモーションによるストリーミング配信が行われているが、FOMA以外の携帯電話ユーザーも電話回線による聴取が可能（別途通話料がかかる）（「電話回線」による配信は2008年01月31日で終了。現在はダウンロード配信（WIN専用）のみ）

### 番組コーナー
- フリートーク：番組タイトルの通り、宮崎にとって「ラブなもの」を紹介する。
- メールのコーナー：リスナーからのメールを紹介する。

## ゲスト
- 酒井香奈子
- 平野綾
- 鹿野優以（第54回、第55回、第56回、第57回）